# Armstrong (Columbia Britannica)
Armstrong è una municipalità del Canada situata nella parte meridionale della Columbia Britannica.